# Мюниф-паша
Мюниф-паша (имя при рождении Мехмет Тахир, 1830—1910) — османский государственный деятель. В некоторых дореволюционных источниках описывается как Муниф-паша.

## Биография
Родился в 1830 году на территории современного ила Газиантеп. Его отцом был преподаватель медресе Абдюлхади-эфенди.
Образование получил в медресе, а также от отца и его друзей. Благодаря этому выучил арабский, фарси и французский.
Затем работал чиновником в Дамаске, в 1852 году был переведён в Стамбул. Там работал в бюро переводов, затем получил должность второго секретаря при османском посольстве в Берлине. Вскоре был повышен до первого секретаря.
В ходе дальнейшей карьеры государственные должности чередовались с дипломатическими, в том числе Мюниф-паша трижды занимал должность министра образования.
Несмотря на ограниченные средства, которыми он располагал, он оказал значительные услуги делу публичного обучения в Турции. Он открыл музей древнего искусства в Константинополе и выхлопотал прусскому правительству фирман для раскопок в Пергаме. В часы досуга он составил арабский словарь.
Мюниф-паша умер в 1910 году. Похоронен на кладбище Сахрайыджедид.